# أدولفو راميريز توريس
أدولفو راميريز توريس (بالإسبانية: Adolfo Ramírez Torres)‏ هو سياسي فنزويلي، ولد في 1953.